# お笑いブーム
お笑いブーム（おわらいブーム）とは、日本において多数の若手お笑い芸人がテレビなどのメディアに多く露出し、ブームになる現象である。また、芸人のブレイク時期や年齢によって「お笑い第○世代」と呼び分けることもあるが、厳密な定義はない。

## ブームの歴史

### 演芸ブーム
1960年代の演芸ブーム。浅草芸人や落語家たちが民放テレビの演芸番組に多く出演し、人気を博した。

### 漫才ブーム
1980年代初頭の漫才ブーム。B&B・ツービート・紳助・竜介らが漫才ブームの中心的存在だった。その後、ビートたけし・明石家さんま・タモリが冠番組を多く持ち活躍した。3人は「BIG3」と呼ばれ、共演することも多かった。

### お笑い第三世代
1980年代中盤 - 1990年代初頭のとんねるず・ダウンタウン・ウッチャンナンチャン・B21スペシャル・中山秀征（ABブラザーズ）らが台頭した時代。この世代は他の世代と違い、同世代の芸人同士による共演がほとんど見られないのが特徴である。

### ボキャブラブーム～めちゃイケ
1992年に『タモリのボキャブラ天国』が放送開始。シリーズ途中から若手芸人がネタ見せを行うコーナーが追加され、多くの若手芸人が出演した。
『新しい波』、『とぶくすり』、『めちゃ2モテたいッ!』を経て、1996年に『めちゃ2イケてるッ!』が放送開始。企画やロケを中心とした内容で人気を博し、レギュラー出演者（めちゃイケメンバー）であるナインティナイン、よゐこ、極楽とんぼ、オアシズらがブレイクした。

### 2000年代のお笑いブーム
『爆笑オンエアバトル』や『M-1グランプリ』、『エンタの神様』、『はねるのトびら』、『笑いの金メダル』『爆笑レッドカーペット』などのバラエティ番組・ネタ見せ番組のヒットによって起きた2000年代中盤～2000年代後半のお笑いブーム。突発的に話題となり流行語大賞を受賞するも、翌年から出番が激減する一発屋芸人が多く現れたのが特徴である。
2010年代に入り、『爆笑オンエアバトル』、『エンタの神様』、『爆笑レッドカーペット』、『爆笑レッドシアター』などのレギュラー放送が次々と終了し、その後も『M-1グランプリ』、『はねるのトびら』が終了したことで、お笑いブームに陰りが見え始めた。
ビートたけしは「お笑いブームは完全に終わった」として、「オイラの時代が第1次、ダウンタウンやウッチャンナンチャン、爆笑問題あたりが第2次。今の若手の第3次が終わって、あと10年はお笑いブームは来ないだろうね」と2015年に語っている。
『エンタの神様』に出演していたキックは、お笑いブームの終焉について聞かれ、「なんか、唐突じゃないんですよね。バブル崩壊と同じで、じわじわ進んでいって、ある日気付いたら事務所ライブのお客さんが半分以下になっていた。あ、これか、みたいな。そこでもう戻らないんだなっていうことにやっと気付くっていう感じでした」と語っている。

### お笑い第七世代
霜降り明星が2018年にM-1グランプリを最年少で優勝し、せいやが20代の若い世代を“第7世代”と名付けたことで、テレビ番組や雑誌などでお笑い第七世代という語が多く使われるようになった。